# No more
「No more」為堂本光一發行的單曲。此作為以電影角色名義發售的作品，也是米壽司的出道單曲。

## 解說
電影『銀幕版 壽司王子! 〜紐約行（ニューヨークへ行く）〜』的主題曲，以角色名「米壽司」的名義發表。
以普通版、附DVD限定版兩種版本發售。普通版和限定版的收錄曲有所不同，普通版的B面曲為「修行歌」，附DVD限定版則沒有收錄這首歌。
CD封面有著和電影標題相關聯的美國國旗。
初回特別版附有2面4頁的歌詞本+Long Cap（ロングキャップ）式樣，千社札貼紙B，聯動活動應募券。

## 收錄曲

### 通常盤
1. No more
  - 作詞：白井裕紀、新美香 / 作曲：Thomas G:son
  - 電影「銀幕版 壽司王子! 〜紐約行〜」主題曲。
2. 修行唄
  - 作詞：堤幸彦 / 作曲：堤幸彦
3. No more -RYUKYUDISKO ReCHAMPLOO-
4. No more -Fantastic Plastic Machine remix-

### 附DVD限定盤
1. No more
2. No more -RYUKYUDISKO ReCHAMPLOO-
3. No more -Fantastic Plastic Machine remix-

## 関連項目
- 堂本光一
- 銀幕版 壽司王子! 〜紐約行〜